# De Zaak van Sam
De Zaak van Sam is een interactieve film voor de Cd-i van NOB Interactive en leerlingen van de NFTVA, uitgegeven door HUB. De interactieve game werd uitgebracht in 1997 en werd geregisseerd door Melcher Hillmann. In deze 'interactieve detective' zijn bekende Nederlandse acteurs te zien of te horen, waaronder Kees Prins (voice-over), Isa Hoes en Tanja Jess. Hillmann heeft zelf ook een klein rolletje als politieagent. Volgens Hillmann ontwikkelde hij met De Zaak van Sam 'een eigen genre tussen adventure-game en de klassieke speelfilm waarbij hij gebruik maakt van bijna karikaturale filmtaal'. Hij noemde het ook wel een 'spe(e)lfilm' met haakjes om de 'e'.'
De Zaak van Sam was een van van de bekendste Nederlandse FMV-games voor de Philips CD-i. In het spel neemt de speler de rol aan van detective Sam D. Philips (gespeeld door acteur Alex Alberts), die Monica Baresi (Tanja Jess), de vrouw van maffiabaas Antonio Baresi (Wouter ten Pas) moet zien te vinden. Het spel is een detective in de Philip Marlowe-stijl en lijkt zich af te spelen in de jaren 50. De gameplay beperkt zich tot het kiezen van volgende scenes.
De Zaak van Sam kreeg enige kritiek op het matige script, dat zorgde voor matige acteerprestaties. Met deze exclusief Nederlandse CD-i game richtte Philips zich aan het einde van de levensduur van de CD-i nogmaals extra op de Nederlandse thuismarkt. In 2013 regisseerde Hillmann zijn tweede speelfilm met De Club van Sinterklaas & De Pietenschool.